# Katharina Kreuzhage
Katharina Kreuzhage (* 1964 in Weinheim) ist eine deutsche Regisseurin und Theaterleiterin. Seit 2013 ist sie Intendantin des Theaters Paderborn.

## Leben
Katharina Kreuzhage wurde 1964 in Weinheim an der Bergstraße im äußersten Nordwesten Baden-Württembergs geboren. Nach ihrem Abitur studierte sie in Graz Theaterregie und war nach ihrem Studienabschluss als Regieassistentin zunächst am Nationaltheater Mannheim und danach am Staatstheater Stuttgart tätig. 1994 wechselte sie zum Schauspiel Essen, wo sie bis 1997 Oberspielleiterin war und berufsbegleitend Wirtschaftswissenschaften studierte.
Von 2005 bis 2013 war Kreuzhage Intendantin des Theaters der Stadt Aalen, des kleinsten städtischen Theaters in Deutschland. In dieser Zeit führte sie Regie unter anderem bei den Theaterstücken Morgen ist auch noch ein Tag von Philipp Löhle, das 23. Januar 2009 am Theater Baden-Baden uraufgeführt wurde, sowie Dark Play von Carlos Murillo am Theater der Stadt Aalen mit Erstaufführung am 24. Oktober 2009.
Im Oktober 2013 wechselte Kreuzhage nach Paderborn, um am Theater Paderborn Intendantin zu werden. Wie bei solchen Wechseln der Intendanz üblich, zog dies einen fast vollständigen Austausch des dortigen Ensembles nach sich.
In Paderborn führte Kreuzhage Regie unter anderem für Antigone von Sophokles (mit Anne Bontemps in der Titelrolle), eine eigene Dramatisierung des Romans Die Reise ins Eis von Christoph Ransmayr im Mai 2015, Mode und Wirklichkeit – Monologe von Wolfram Lotz im November 2015, Zwang des Materials von Anne Speckhardt und Ahmet S. Yayla im September 2016, Oleanna von David Lukowczyk im September 2018 und ihre Theaterversion des Romans Jugend ohne Gott von Ödön von Horváth am Theater Paderborn im November 2019.
Zum Ende der Theatersaison 2016 verließen fünf überwiegend als „Publikumslieblinge“ geltende Mitglieder des Ensembles – Anne Bontemps, Maria Thomas, Natascha Heimes, Max Rohland und Markus Schultz – das Paderborner Theater.
Unter den Bedingungen der COVID-19-Pandemie wurde im Juni 2020 unter Kreuzhages Regie das futuristische Drama Bericht über eine unbekannte Raumstation von James Graham Ballard mit dem einzigen Darsteller Alexander Wilß aufgeführt, wobei nur fünf Zuschauer zugelassen waren. In der Inszenierung wurden die möglichen Auswirkungen einer Pandemie thematisch aufgegriffen.
Im Herbst 2020 kam es wegen der Nichtverlängerung von Verträgen mit drei Schauspielern auf Grund „unterschiedlicher künstlerischer Auffassungen“ zu einer größeren Auseinandersetzung zwischen Katharina Kreuzhage einerseits sowie dem Ensemble und der Genossenschaft Deutscher Bühnen-Angehöriger andererseits.